# Pamplona Challenger
Il Pamplona Challenger è stato un torneo professionistico di tennis giocato su campi in cemento. Faceva parte dell'ATP Challenger Series. Si è giocata una sola edizione, a Pamplona in Spagna.

## Albo d'oro

### Singolare
| Anno | Campione         | Finalista  | Punteggio |
| ---- | ---------------- | ---------- | --------- |
| 2005 | Nicolas Devilder | David Guez | 6–2, 6–1  |

### Doppio
| Anno | Campioni                         | Finalisti                     | Punteggio     |
| ---- | -------------------------------- | ----------------------------- | ------------- |
| 2005 | Aisam-ul-Haq Qureshi Lovro Zovko | James Auckland Daniel Kiernan | 2–6, 6–3, 6–4 |